# Вальдрорбах

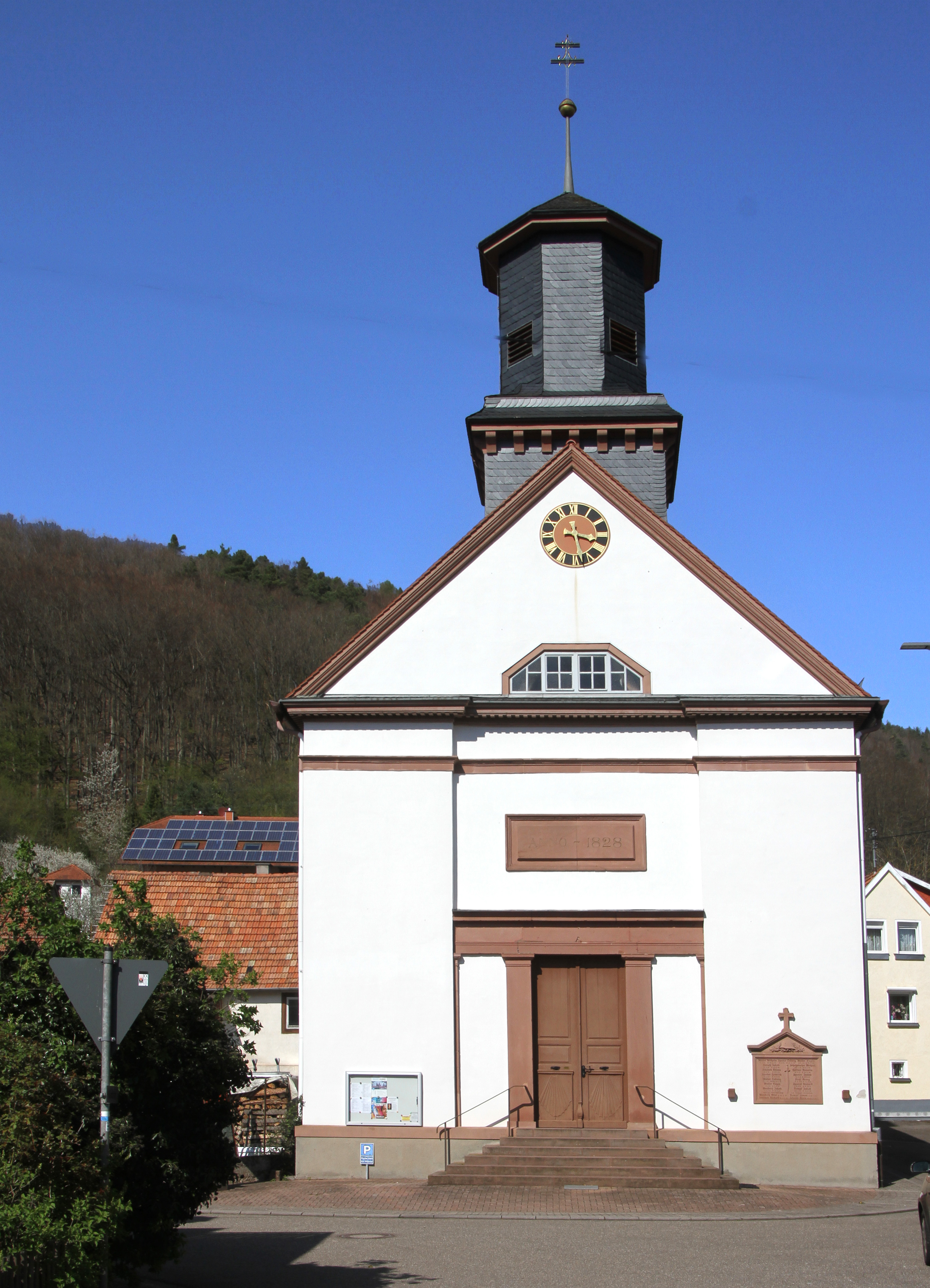
Святой Агидий в Вальдрохбахе

Вальдрорбах (нем. Waldrohrbach) — коммуна в Германии, в земле Рейнланд-Пфальц. 
Входит в состав района Южный Вайнштрассе. Подчиняется управлению Аннвайлер ам Трифельс.  Население составляет 383 человека (на 31 декабря 2010 года). Занимает площадь 5,90 км².